# Teucholabis podagra
Teucholabis podagra är en tvåvingeart som beskrevs av Alexander 1952. Teucholabis podagra ingår i släktet Teucholabis och familjen småharkrankar.
Artens utbredningsområde är Guatemala. Inga underarter finns listade i Catalogue of Life.